# Эксперт (журнал)
Журнал «Эксперт» — российское деловое ежемесячное издание.

## История
Весной 1995 года команда первого российского делового еженедельника «Коммерсант-weekly» поссорилась с совладельцем «Коммерсанта» Владимиром Яковлевым, через месяц вышел первый номер «Эксперта». Основателями журнала стали журналисты Никита Кириченко, Александр Привалов, Михаил Рогожников, Валерий Фадеев и Андрей Шмаров, а костяк первоначальной редакции составили бывшие сотрудники издательского дома «Коммерсантъ». Каждый из восьми основателей «Эксперта» получил примерно по 7,5 % акций издания, название которого придумал Привалов.
Деньги на новое издание нашел будущий главный редактор Никита Кириченко — финансовую поддержку новому изданию оказал предприниматель Владимир Потанин, выдавший сумму в 2,45 миллиона долларов за 24,5 процента доли в уставном капитале журнала; позднее под залог ещё части доли уставного капитала был взят кредит у ОНЭКСИМ Банка; в 2004 году коллектив журнал выкупил у Потанина всю его долю став полноценными владельцами издания. Пилотный номер вышел на производственных мощностях газеты «Iностранец».
В 2005 году вместе с информационным агентством «Регнум» и «Русским институтом» журнал выступил учредителем издательства «Европа», провозгласившее целью политическое просвещение граждан и возрождение актуальной политической книги. Вместе с тем оно занималось изданием материалов, верных идеологии суверенной демократии текстов: сборника выступлений Владислава Суркова, монографий Павла Данилина («Враги Путина»), Виталия Иванова («Охранитель») и Алексея Чадаева («План Путина: Словарь политических терминов»). Некоторые программные статьи Суркова тоже печатались в «Эксперте». При этом Привалов в интервью РИА Новости опроверг слухи о финансировании «Эксперта» Сурковым.
Медиахолдинг, включающий журнал «Эксперт», за 50 млн долларов передал в ноябре 2006 года блокирующий пакет акций предпринимателю Олегу Дерипаске через РАИНКО. Большая часть инвестиций ушла на запуск телеканала «Эксперт ТВ» (вышел в эфир 1 декабря 2008 года), также был запущен журнал «Русский репортёр». К тому моменту акционерами журнала были только Фадеев, его жена Татьяна Гурова и научный редактор Александр Привалов, остальные сооснователи ушли из-за несогласия с «магистральной линией развития».
Запуск телеканала впоследствии привёл к финансовым проблемам всего медиахолдинга, начались задержки зарплат во всех его изданиях. Летом 2013 года государственный банк ВЭБ дал «Эксперту» кредит на 100 миллионов рублей. Через полгода Валерий Фадеев написал письмо президенту РФ Владимиру Путину, в котором жаловался на падение рекламного рынка и малое количество выделенных ВЭБом средств. Вскоре после этого ВЭБ увеличил кредитную линию до 550 миллионов, размер долгов холдинга оценивался уже в два миллиарда До процедуры банкротства кредиторы пробовали вернуть деньги через суд — в 2016 г. к издательству было подано исков на 427 млн руб.
Срок использования кредитных средств истек 31 декабря 2017 года. В течение срока кредитного соглашения заемщик не обслуживал кредит, не платил проценты, кредит неоднократно реструктурировался.
В 2017 году на сайте «Эксперта» появилась платная подписка, получатель денег — АНО «Творческий коллектив Эксперт», которое принадлежит сотрудникам журнала. Выручка этой компании в 2018 году — 95 млн руб., издание имело более 20 тысяч платных подписчиков.
К 2017 году Валерий Фадеев продал долю в медиахолдинге «Эксперт» госкорпорации ВЭБ.РФ. В июле 2019 года суд ввел процедуру наблюдения в медиахолдинге «Эксперт» (АО «Группа „Эксперт“») по иску Транскапиталбанка, долг перед которым составлял 55 миллионов рублей. В период 2020 - 2021 гг Арбитражный суд Москвы постановил продать по рыночной цене четверть акций холдинга, которые были ранее заложены по кредиту Судостроительному банку, в последующем заложены ВЭБ.РФ, принадлежащие Гуровой Т.И. и Привалову А.Н.
В феврале 2020 года Арбитражный суд Москвы признал законными требования ВЭБ.РФ к проходящему процедуру банкротства АО "Группа "Эксперт" в размере 771,1 миллиона рублей с учетом неустойки за просроченный кредит и проценты по нему.
14 октября 2021 года Арбитражный суд Москвы признал ЗАО "Медиахолдинг «Эксперт» несостоятельным банкротом и постановил открыть в отношении компании конкурсное производство.

## Перезапуск издания
В октябре 2023 года было объявлено о перезапуске работы издания, было заявлено, что проект включает изменения в структуре бизнеса «с целью повышения его прибыльности, снижения операционных издержек». 13 октября 2023 года Роскомнадзор аннулировал принадлежавшие ЗАО «Медиахолдинг Эксперт» свидетельства о регистрации СМИ.  Новым издателем и владельцем прав на торговые знаки журнала и его свидетельств о регистрации СМИ стало новое юридическое лицо — ООО «Эксперт. Медиа». Новый издатель журнала объявил о запуске процедуры финансового оздоровления издания при поддержке ВЭБ.РФ. Программа предусматривает изменение структуры бизнеса, повышение его рентабельности, увеличение аудитории издания и повышение эффективности каналов дистрибуции контента. К этому моменту показатели эффективности издания были невысоки: индекс цитируемости по «Медиалогии» пребывал на уровне муниципальных изданий, среднесуточный охват сайта в октябре составил 150 000, телеграм-канал «Эксперта» с 29 тыс. подписчиков.
Новым генеральным директором издания назначен медиаменеджер Максим Троепольский. 30 октября «Эксперт. Медиа» объявил, что совет директоров возглавил главный управляющий директор ВЭБ.РФ Андрей Самохин, а главным редактором назначен бывший топ-менеджер «Коммерсанта» и ТАСС Алексей Харнас.
Редакционный коллектив «Эксперта», доведший издание до банкротства, во главе с Татьяной Гуровой не согласился с действиями «Эксперт. Медиа» и намеревается их опротестовывать, утверждая, что Роскомнадзор прекратил действие свидетельств о регистрации электронно-периодического издания и журнала «Эксперт» в нарушение законодательства о СМИ. Прежняя редакция продолжает деятельность под названием «Монокль».
26 декабря 2023 года было объявлено, что «Эксперт» будет выходить раз в месяц, издание должно стать «проще и понятнее», сохранив статус «ведущего аналитического журнала страны». В пилотном номере было опубликовано интервью с помощником Президента Российской Федерации по экономическим вопросам Максимом Орешкиным (в настоящий момент – заместителем Руководителя Администрации Президента Российской Федерации).

## Редакционная политика
Журнал создавался как издание умеренно либеральных взглядов на экономику России, сочетая рыночные принципы с призывами к государственному вмешательству в экономику.
Ранее научный редактор и генеральный директор журнала Александр Привалов в интервью РИА Новости от 2013 года отметил, что «мы всегда были журнал патриотический просто потому, что мы всегда любили отечество», добавил, что «мы оказались достаточно ясно выраженным государственническим журналом где-то в 2000-е годы, когда этот вопрос стал актуален» и «наша линия никуда не девалась». А отвечая на вопрос корреспондента о том, что наступил «момент, когда эта ваша позиция вдруг стала обсуждаться и считаться не очень приличной в либеральных кругах, в которых вы тоже вполне вращались», Привалов подчеркнул, что «те круги, в которых это считается неприличным, встречают в нас симметричное отношение».
По мнению издания Meduza прогосударственная позиция появилась после назначения в 1998 году главным редактором Валерия Фадеева, при нём издание начало давать советы российскому правительству. В ходе протестов 2011—2012 годов «Эксперт» опубликовал статью Фадеева, обвинявшего митингующий креативный класс в «постоянном принижении собственной страны» и «отрицании любых позитивных изменений». Сам Фадеев был одним из комментаторов в фильме телеканала НТВ Анатомия протеста, впоследствии он обвинял это СМИ в обманном способе получения его комментария, а медиахолдинг «Эксперт» назвал фильм «грубой пропагандистской поделкой, направленной против российской оппозиции». В дальнейшем издание придерживалось ещё более провластной позиции, поддерживая Антисиротский закон и публикуя хвалебные статьи про президента РФ Владимира Путина, победе которого на выборах 2018 года посвятило обложку и поздравление от самой редакции.
С декабря 2023 года редакционная политика журнала стала более прогосударственной, информационная повестка базируется на экспертных оценках роли и вклада правительства, государственных институтов развития и государственных компаний в достижение стратегических целей развития экономики страны. Также редакция журнала анализирует вопросы развития городской среды, реализации перспективных научных и технологических работ, деятельности российских компаний в области импортозамещения.
За первые месяцы работы новой редакции «Эксперта» журналу дали интервью вице-премьеры Александр Новак и Денис Мантуров, глава Росатома Алексей Лихачев.
В начале 2024 года «Эксперт» показал положительную динамику по индексу цитируемости в СМИ. В январе 2024 г. журнал был на четвертом месте с индексом 15,91. В феврале изданию удалось подняться на вторую позицию с результатом в 24,79. По данным «Медиалогии», с декабря 2023 г. по март 2024 г. было более 1,5 тыс. цитирований. «Эксперт» активно цитируется информационными агентствами, журналами и федеральными ТВ-каналами. По данным Mediascope (Cross Web), «Эксперт» на первом месте среди руководителей по affinity index (отношение рейтинга по целевой аудитории к рейтингу по базовой), на втором месте у людей с высшим образованием и на третьем месте у россиян с доходом выше среднего.

## Редакция журнала

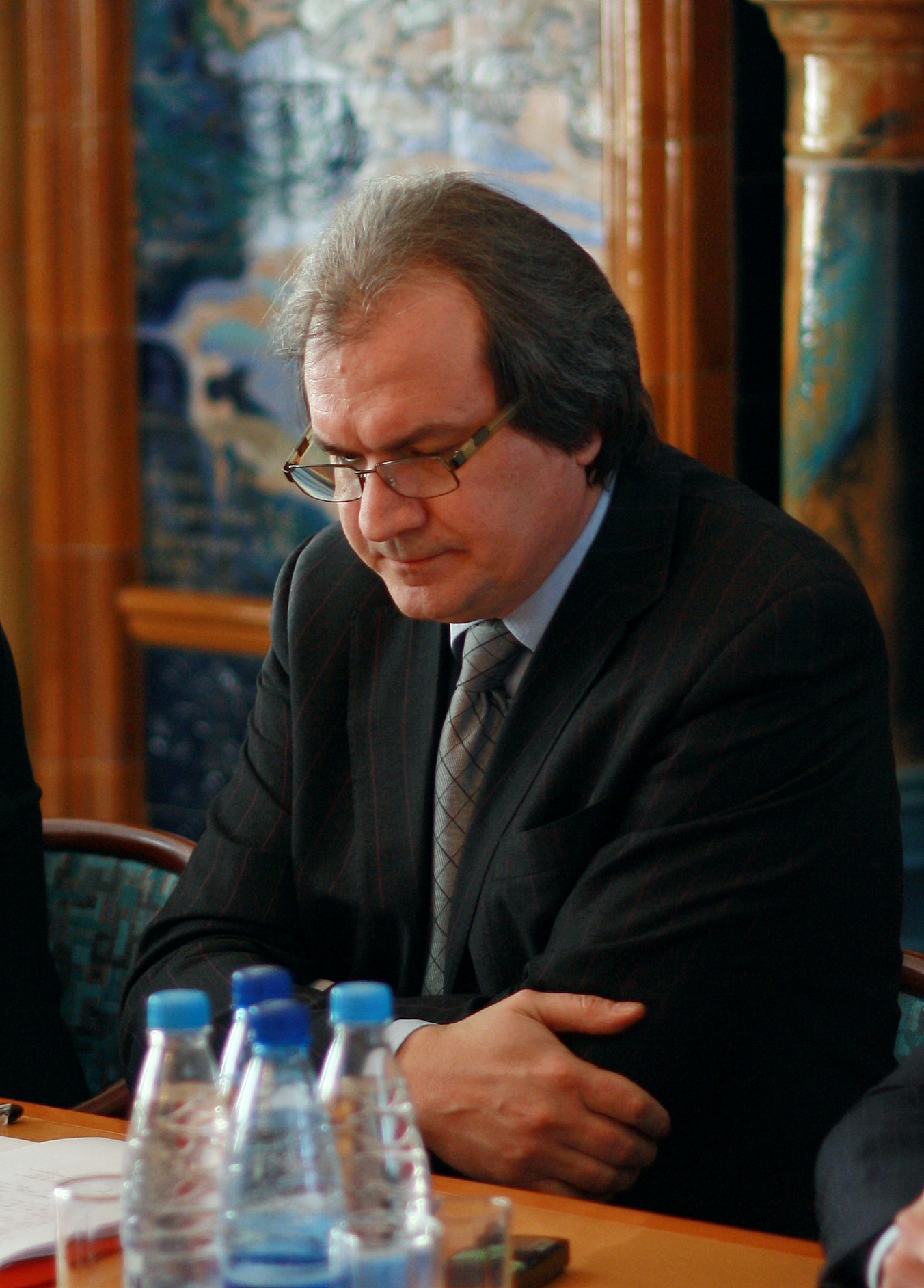
Валерий Фадеев

главные редакторы
- Михаил Рогожников (1995—1996)
- Никита Кириченко (1996—1998)
- Валерий Фадеев (1998—2017)
- Татьяна Гурова (2017—2023)
- Алексей Харнас (с 2023 - по н.в.)

первые заместители главного редактора (до октября 2023 г)
- Татьяна Гурова (до 2017)
- Александр Ивантер (с 2017)

заместители главного редактора  (до октября 2023 г)
- Сергей Мостовщиков (2000-е)
- Александр Ивантер (до 2017), Павел Быков (до 2015) и Дан Медовников (до 2015)
- Алексей Хазбиев (2016—2020)

научные редакторы (до октября 2023 г)
- Александр Привалов, Дмитрий Гришанков (до 2013)

редакторы отделов (до октября 2023 г)
- Заур Мамедьяров (наука и технологии)
- Лина Калянина (конъюнктура)
- Вера Краснова (менеджмент)
- Евгения Обухова (экономика)
- Пётр Скоробогатый (политика)
- Вячеслав Суриков (культура)
- Николай Ульянов (промышленность)

## Структура журнала
Основные рубрики журнала — Экономика, Финансы, Промышленность, Общество, Технологии, Наука, Города.
Число сотрудников — 50 человек.
Главная редакция находится в Москве, региональные редакции — в Санкт-Петербурге, Екатеринбурге, Новосибирске, Казани, Ростове-на-Дону.

### Региональные издания
В России:
- Эксперт-Северо-Запад (c 1999)
- Эксперт-Урал (c 2000)
- Эксперт-Сибирь (c 2003)
- Эксперт-Юг (c 2007)
- Эксперт-Волга (2005—2009)
- Эксперт-Татарстан (с 2014)

## Награды
- Победитель конкурса «Обложка года» в номинации «Деловые издания» (2002)
- Лауреат национального конкурса «Элита фондового рынка 2002» в номинации «Лучшее печатное издание» (2003)
- Лауреат премии «Тираж — рекорд года» в номинации «Деловое издание»
- Лауреат премии «Бизнес-Олимп» в номинации «Лучшее средство массовой информации»